# 刘迅 (唐朝)
劉迅（？—？），字捷卿，唐朝徐州彭城县人。劉藏器之孙，刘知几第五子，劉貺、劉餗、劉彙、劉秩之弟，劉迥之兄。
他的文名与柳識、萧颖士、元德秀并称。历任京兆府功曹参军事。常患病卧床不起，房琯听说後，担心得睡不着觉，说：“捷卿如有不讳，真是天理欺人啊！”陈郡殷寅有知人之名，见劉迅叹道：“这是当今的黄叔度啊！”刘晏每每听到劉迅的议论，说：“皇王之道都在里面了！”官至左补阙、右补阙。上元年间，避地安康，去世。撰《六说》五卷。即续作《诗》、《书》、《春秋》、《礼》、《乐》五说。书成，对人说：“天下广大，知我者太少了。”终不肯拿出来示人。李华作《三贤论》，评价劉迅、萧颖士、元德秀。李华说：“元德秀志向适合以道作为天下法则，刘迅适合以《六经》协调人心，萧颖士适合以中古之风改变今世。元德秀想要愚智之人德行一致，刘迅见一物不得其正而感慨，萧颖士稍微折节即获重禄，却不肯改换一刻之安易，在孔子之门，都是达者！如果让元德秀据师保之位，瞻看他的形容，才见其仁。刘迅穿着卿大夫佐服，居宾友之位，谋划治乱根源，参以天地精气，才见其妙。萧颖士就像百炼之刚，不可屈，使他处在废兴去就、一生一死之间，而后可见其节。元德秀认为王者崇德作乐，是天人之极致，词曲不相称，就是无乐，于是作《破阵乐辞》以比拟商、周。刘迅世代史官，述《礼》、《易》、《书》、《春秋》、《诗》为《古五说》，贯通源流，备古今之变。萧颖士怪罪司马子长不作编年而作列传，后世继承，不是典训。三人各有缺点，元德秀嗜酒，刘迅喜欢玩物，萧颖士贬恶太急，奖能太重。”